# Elegia cuspidata
Elegia cuspidata là một loài thực vật có hoa trong họ Restionaceae. Loài này được Mast. mô tả khoa học đầu tiên năm 1869.

## Hình ảnh

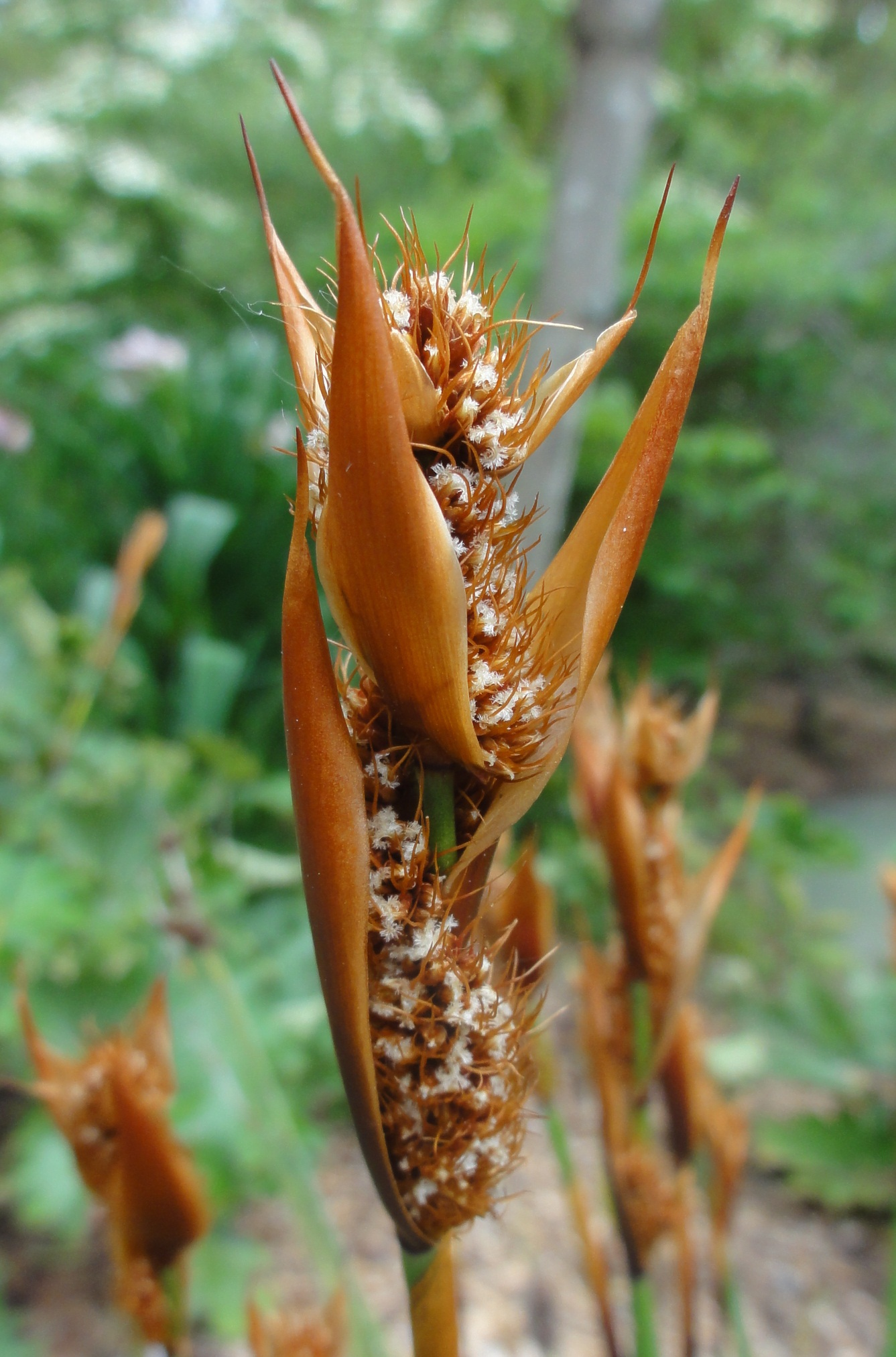